# Ciencia en evidencia
Ciencia en evidencia es un programa tipo científico que se dedica a aclarar mitos mexicanos, usando el método científico. Es realizado por el Instituto Politécnico Nacional en la Ciudad de México. Su conductor es el científico A.D.Núñez.

## Descripción
A.D.Núñez es un científico que aclara los mitos como "falso" o "cierto", bajo las órdenes del misterioso líder que solo se le conoce como "Bunsen". Para resolver estos mitos, experimenta con todo: consigo mismo, como científico (con químicos y bajo hipótesis), y a veces preguntando a la gente en entrevistas por separado. A veces, recibe entrevistas de gente de ciencia (ingenieros, doctores, etc.) Al final de cada programa, escribe en una especie de "libreta" sus conclusiones y datos relevantes.

## Algunos mitos aclarados
- El chicle se pega a las tripas. ("Tripas" es una palabra coloquial mexicana para referirse a los intestinos).

Falso: El chicle moderno se realiza con gomas naturales o sintéticas que no son absorbidas en el intestino. La teoría surgió por el chicle de antaño, que se sacaba del árbol del chicozapote, el cual sí se pegaba a las tripas.
- El hipo se quita con un susto.

Medianamente. En parte, depende de cómo inició el hipo y de cómo se espante.
- La Luna llena provoca que la gente cometa crímenes y delitos.

Falso: Incluso, dice que no tiene relación la primera con la segunda.
- Existe la "Comezón del 7º año".

Cierto: Ocurre cuando queremos estar con otra persona, pero no se ejecuta mientras haya amor en la pareja.)

## Curiosidades
- El líder, Bunsen, nunca se le ha visto en público. Sólo se comunica con Núñez vía teléfono celular. Irónicamente, es parte del nombre de un artefacto de laboratorio: el Mechero de Bunsen
- El programa, en sí, es diseñado en la Ciudad de México.
- A.D.Núñez tiene cinofobia (miedo a los perros).
- Idzy Dutkiewicz es el actor que interpreta al científico A.D.Núñez, aunque en los créditos no se informa que sea el actor.